# Mesdames, planquez vos filles !
Pour plus de détails, voir Fiche technique et Distribution.
Mesdames, planquez vos filles ! (Lock Up Your Daughters!) est une comédie historique britannique réalisée par Peter Coe (en) et sortie en 1969.
Le film est inspiré de la comédie musicale éponyme (1959), elle-même adaptée de la pièce Viol après viol (1730) de Henry Fielding. Il s'agit de la première comédie musicale de Christopher Plummer depuis La Mélodie du bonheur (1959). Le tournage a commencé en Irlande en mars 1968.

## Synopsis
Une histoire paillarde qui met en scène trois marins en permission, assoiffés de sexe, qui se déchaînent dans une ville britannique.

## Fiche technique
- Titre français : Mesdames, planquez vos filles ![2]
- Titre original espagnol : Lock Up Your Daughters![3]
- Réalisateur : Peter Coe (en)
- Scénario : Bernard Miles, Willis Hall, Keith Waterhouse d'après la comédie musicale éponyme (1959), elle-même adaptée de la pièce Viol après viol (1730) de Henry Fielding.
- Photographie : Peter Suschitzky
- Montage : Frank Clarke (en)
- Musique : Ron Grainer
- Production : David Deutsch
- Sociétés de production : Domino Films
- Pays de production :  Royaume-Uni
- Langues originales : anglais britannique
- Format : couleur par Technicolor - 1,66:1 - Son mono - 35 mm
- Durée : 102 minutes
- Genre : comédie historique
- Dates de sortie :
  - Royaume-Uni : 30 mars 1969

## Distribution
- Christopher Plummer : Lord Foppington
- Susannah York : Hilaret
- Glynis Johns : Mrs. Squeezum
- Ian Bannen : Ramble
- Tom Bell : Shaftoe
- Elaine Taylor : Cloris
- Jim Dale : Lusty
- Kathleen Harrison : Lady Clumsey
- Roy Kinnear : Sir Tunbelly Clumsey
- Georgia Brown (en) : Nell
- Vanessa Howard : Hoyden
- Roy Dotrice : Gossip
- Fenella Fielding : Lady Eager